# American Psycho (album)
American Psycho – trzecia płyta zespołu The Misfits wydana 13 maja 1997 roku przez firmę Geffen Records.

## Lista utworów
1. Abominable Dr. Phibes - 1:41
2. American Psycho - 2:06
3. Speak of the Devil - 1:47
4. Walk Among Us - 1:23
5. The Hunger - 1:43
6. From Hell They Came - 2:16
7. Dig Up Her Bones - 3:01
8. Blacklight - 1:27
9. Resurrection - 1:29
10. This Island Earth - 2:15
11. Crimson Ghost - 2:01
12. Day of the Dead - 1:49
13. The Haunting - 1:25
14. Mars Attacks - 2:28
15. Hate The Living, Love The Dead - 1:36
16. Shining - 2:59
17. Don't Open 'Til Doomsday - 5:41
18. Hell Night (hidden track) - 2:17
19. Dead Kings Rise (exclusive LP bonus track)

## Muzycy
- Michale Graves - wokal
- Doyle Wolfgang von Frankenstein - gitara
- Jerry Only - bas
- Dr. Chud - perkusja, klawisze